# Söll
Söll é um município da Áustria, situado no distrito de Kufstein, no estado do Tirol. Tem 45,9 km² de área e sua população em 2019 foi estimada em 3.688 habitantes.